# Anna Anvegård
Anna Elin Astrid Anvegård (Bredaryd, Jönköping, Suecia; 10 de mayo de 1997) es una futbolista sueca. Juega como delantera en el BK Häcken de la Damallsvenskan de Suecia. Es internacional con la selección de Suecia.

## Trayectoria

### Växjö DFF
En 2015, Anvegård debutó como profesional con el Växjö DFF en la tercera división de Suecia. Terminó como máxima goleadora con 27 goles en 17 apariciones cuando el equipo ascendió a la Elitettan. Las siguientes dos temporadas volvió a terminar como máxima goleadora, ubicándose el Växjö en tercer lugar en 2016 y ganando el título en 2017. En 2018, su primera temporada en la Damallsvenskan, fue la segunda máxima goleadora junto a Rebecka Blomqvist con 14 goles y detrás de Anja Mittag con 17, mientras que su equipo terminó en séptimo lugar. Su juego le valió una convocatoria para la selección nacional, la primera en la historia del Växjö. Ese año fue nominada como Delantera del Año y Mejor Jugadora del Año, ganando esta última distinción.

### FC Rosengård
Los récords goleadores de Anvegård la convirtieron en la ambición de varios de los clubes más importantes, tanto de Suecia como del extranjero. En agosto de 2019, fichó con el entonces líder de la Damallsvenskan, el FC Rosengård. Durante la temporada 2019, terminó como máxima goleadora con 14 goles, contando sus goles para el Växjö y el Rosengård, y ganó la 11.° Damallsvenskan del Rosengård, un récord en la liga. Además de la Bota de Oro, Anvegård fue nombrada Jugadora Más Valioso de 2019. En 2020, consiguió su quinta Bota de Oro de su carrera y la segunda en primera división con 16 goles y el subcampeonato de la liga. En diciembre de 2020, hizo su debut en la Liga de Campeones, anotando tres goles en dos partidos contra el equipo georgiano Lanchkhuti en los dieciseisavos de final. También fue nombrada entre las 100 mejores futbolistas del mundo por primera vez en 2020, ocupando el puesto 85.

## Selección nacional

### Juveniles
Anvegård formó parte de la selección sueca sub-17 durante la clasificación para el Campeonato Europeo Sub-17 de 2013-14. Anotó un gol en la victoria 8-0 frente a Israel, Suecia avanzó a la siguiente ronda pero no logró la clasificación y terminó segundo en el grupo detrás de Francia. Marcó tres goles con la selección sub-19 en la clasificación para el Campeonato Europeo Sub-19 de 2016, pero Suecia se perdió el Campeonato Europeo tras lograr un segundo puesto. En noviembre de 2016, Anvegård fue convocada para la Copa Mundial Sub-20. Marcó un gol en un 6-0 frente al anfitrión Papúa Nueva Guinea, sin embargo las suecas quedaron eliminadas en la fase de grupos.

### Selección mayor
En junio de 2018, Anvegård fue convocada para la selección absoluta por primera vez e hizo su debut el 7 de junio de 2018, en una victoria amistosa por 4-0 frente a Croacia, ingresando como suplente en el minuto 71. Fue elogiada por el entrenador Peter Gerhardsson por su instinto de goleadora: «Tiene el olfato clásico para el blanco y sabe dónde está». Marcó su primer gol con la selección absoluta en su cuarto partido internacional, como parte de la victoria 2-0 sobre Inglaterra en un amistoso el 11 de noviembre de 2018.
En mayo de 2019, Anvegård fue convocada para la Copa Mundial de 2019 en Francia. Hizo tres apariciones, haciendo su debut en la Copa como suplente en el minuto 65 en la victoria sobre Chile 2-0 en la fase de grupos. Fue titular en el siguiente encuentro, una victoria 5-1 sobre Tailandia. Suecia terminó tercero, perdiendo la semifinal en la prórroga ante los Países Bajos, y venciendo a Inglaterra en el partido por el tercer puesto.
El 8 de noviembre de 2019, la delantera anotó su primer doblete internacional en una derrota amistosa 3-2 ante las campeonas mundiales, Estados Unidos. En su siguiente aparición anotó un hat-trick contra Hungría en la fase de clasificación para la Eurocopa 2022.

## Estadísticas

### Clubes
| Club         | País       | Año             |
| ------------ | ---------- | --------------- |
| Växjö DFF    | Suecia     | 2015 - 2019     |
| FC Rosengård | Suecia     | 2019 - 2021     |
| Everton      | Inglaterra | 2021 - 2022     |
| BK Häcken    | Suecia     | 2022 - presente |

## Palmarés

### Títulos nacionales
| Título         | Club         | País   | Año  |
| -------------- | ------------ | ------ | ---- |
| Elitettan      | Växjö DFF    | Suecia | 2017 |
| Damallsvenskan | FC Rosengård | Suecia | 2019 |

### Títulos internacionales
| Título           | País   | Puesto | Año        |
| ---------------- | ------ | ------ | ---------- |
| Mundial          | Suecia | 3º     | 2019       |
| Juegos Olímpicos | Suecia | 2º     | Tokio 2020 |

### Distinciones individuales
| Distinción                                | Año  |
| ----------------------------------------- | ---- |
| Goleadora de la Elitettan                 | 2016 |
| Goleadora de la Elitettan                 | 2017 |
| Mejor Jugadora del Año (SvFF)             | 2018 |
| Jugadora Más Valiosa de la Damallsvenskan | 2019 |
| Goleadora de la Damallsvenskan            | 2019 |
| Goleadora de la Damallsvenskan            | 2020 |